# Atletica leggera ai Giochi della XIV Olimpiade - Salto con l'asta
La competizione del salto con l'asta di atletica leggera ai Giochi della XIV Olimpiade si è disputata i giorni 31 luglio e 2 agosto allo Stadio di Wembley a Londra.

## L'eccellenza mondiale
| Primatista mondiale     | 4,77 1942 | Cornelius Warmerdam | Ritir. 1945 |
| Vincitore selezioni USA | 4,47      | Richmond Morcom     | Presente    |
| Migliore atleta non USA | 4,31      | Erling Kaas         | Presente    |

1. ↑  Stabilito il 4 luglio.

## Risultati

### Turno eliminatorio
Qualificazione4,00 m
Dodici atleti ottengono la misura richiesta.
| Pos. | Atleta             | Nazione       | Misura |
| ---- | ------------------ | ------------- | ------ |
| 13   | Georges Breitman   | Francia       | 3,90   |
| 14   | Theodosios Balafas | Grecia        | 3,80   |
| 14   | Torfi Bryngeirsson | Islanda       | 3,80   |
| 16   | Luis Ganoza        | Perù          | 3,70   |
| 17   | Charles Bouvet     | Francia       | 3,60   |
| 17   | Frederick Webster  | Gran Bretagna | 3,60   |
| 17   | Jaime Piqueras     | Perù          | 3,60   |

### Finale
La gara si svolge sotto una pioggia battente: la pedana rimane bagnata per tutto il tempo della gara.

La misura che fa selezione è 4,20. Vi arrivano in 6, ma solo tre la superano: Erkki Kataja e Guinn Smith al primo tentativo, Robert Richards al secondo.

A 4,30 tutti e tre sbagliano i primi due tentativi. Kataja e Richards sbagliano anche il terzo. Tocca a Smith: il suo è l'ultimo salto. Ce la fa e trionfa.

Il vincitore dei trials, Richmond Morcom (4,47) è reduce da un infortunio e si ferma a 3,95.
Guinn Smith è l'ultimo atleta a vincere l'oro olimpico usando un'asta di bambù.
| Pos.    | Atleta          | Età | Nazione     | Misura | Salti | Salti | Salti | Salti |
| Pos.    | Atleta          | Età | Nazione     | Misura | 3,95  | 4,10  | 4,20  | 4,30  |
| ------- | --------------- | --- | ----------- | ------ | ----- | ----- | ----- | ----- |
| Oro     | Guinn Smith     | 28  | Stati Uniti | 4,30   | xo    | xo    | o     | xxo   |
| Argento | Erkki Kataja    | 24  | Finlandia   | 4,20   | o     | o     | o     | xxx   |
| Bronzo  | Robert Richards | 22  | Stati Uniti | 4,20   | o     | xo    | xo    | xxx   |
| 4       | Erling Kaas     | 32  | Norvegia    | 4,10   | o     | o     | xxx   |       |
| 5       | Ragnar Lundberg | 23  | Svezia      | 4,10   | o     | xxo   | xxx   |       |
| 6       | Richmond Morcom | 27  | Stati Uniti | 3,95   | o     | -     | xxx   |       |
| 7       | Hugo Göllors    | 28  | Svezia      | 3,95   | xo    | xxx   |       |       |
| 7       | Valto Olenius   | 27  | Finlandia   | 3,95   | xo    | xxx   |       |       |
| 9       | Joe Barbosa     | 19  | Porto Rico  | 3,95   | xxo   | xxx   |       |       |
| 9       | José Vicente    | 26  | Porto Rico  | 3,95   | xxo   | xxx   |       |       |
| 9       | Victor Sillon   | 20  | Francia     | 3,95   | xxo   | xxx   |       |       |
| 12      | Allan Lindberg  | 30  | Svezia      | 3,80   | xxx   |       |       |       |